# Беттельгейм, Каролина

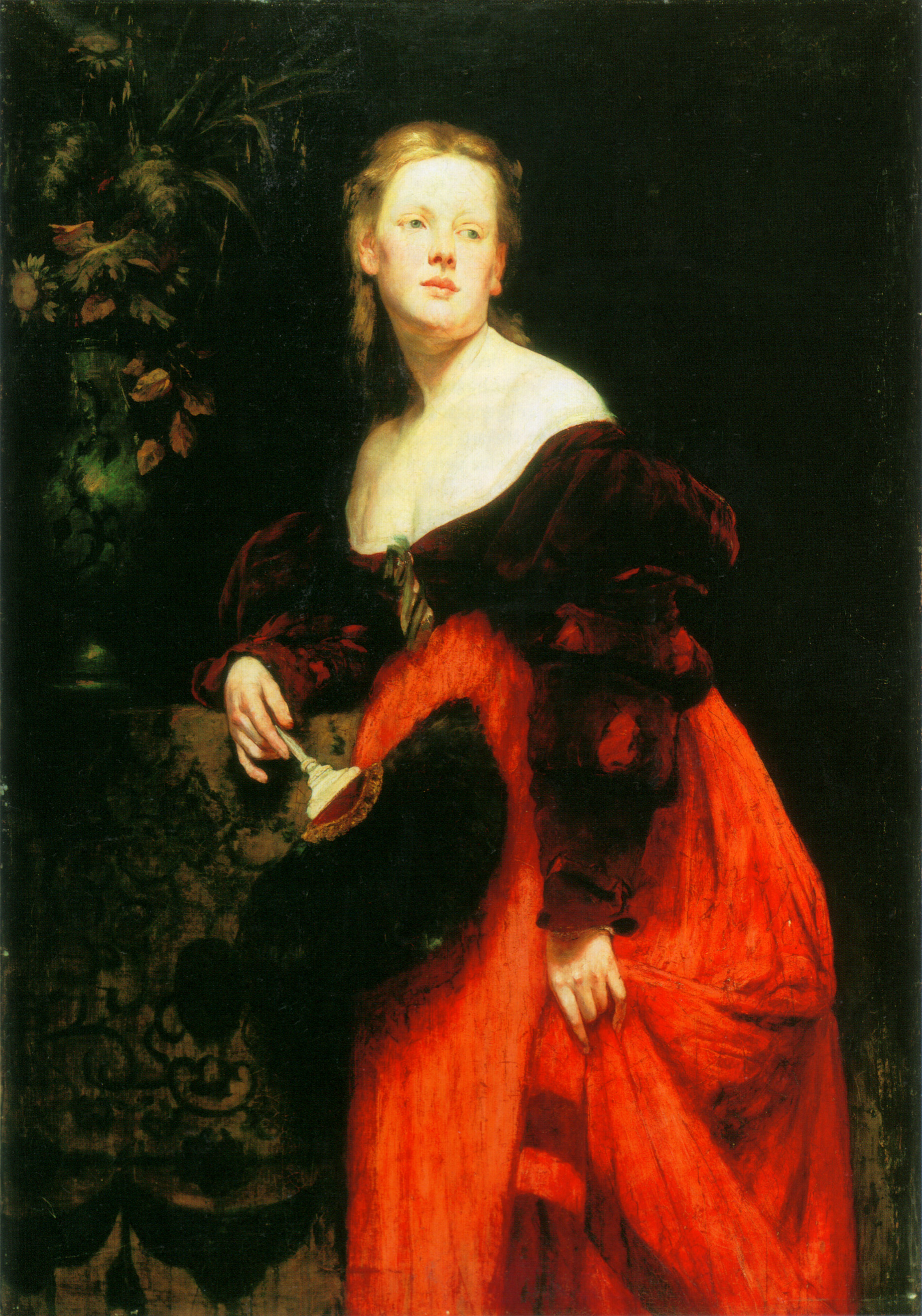
Худ. Г. Макарт. Портрет Каролины фон Гомперц-Беттельхейм

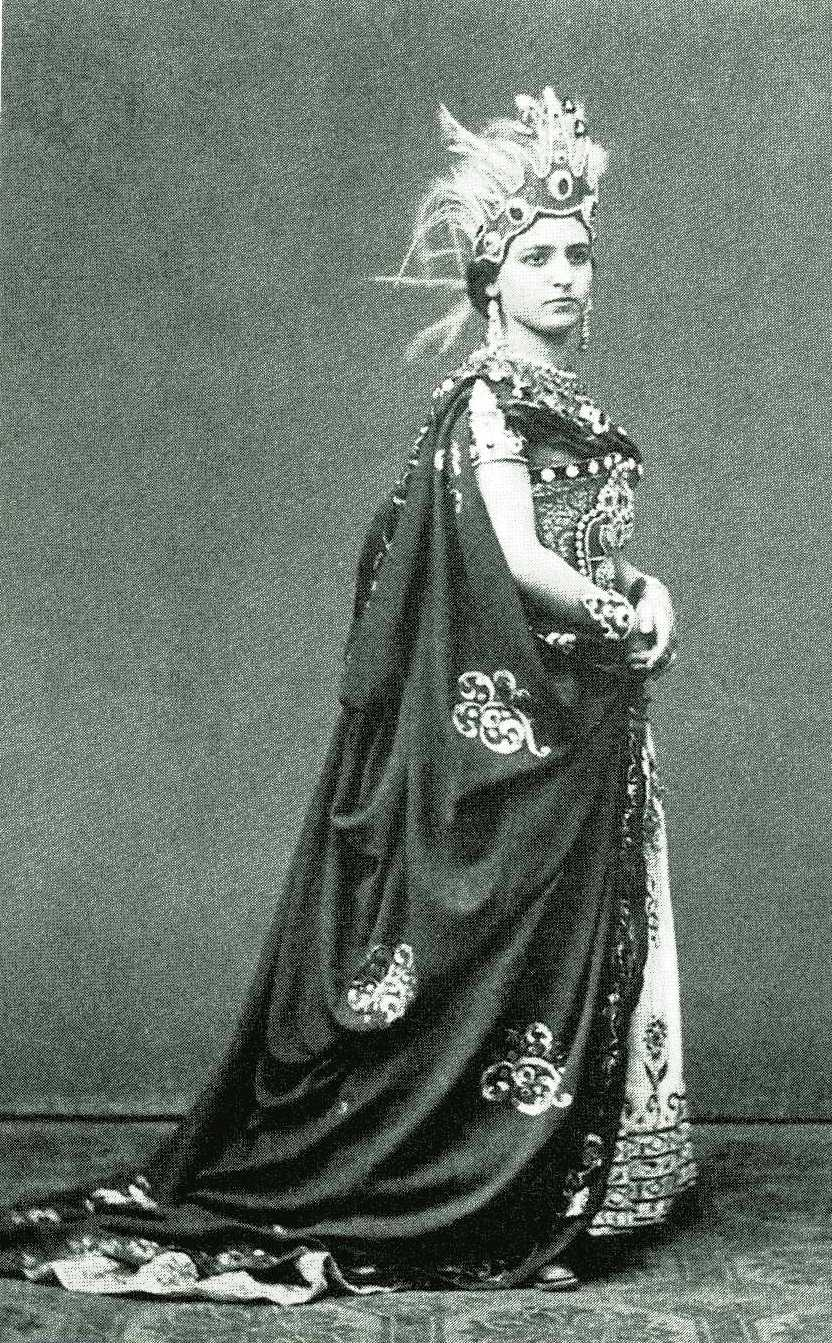
Каролина фон Гомперц-Беттельхейм в роли Селики в опере Джакомо Мейербера «Африканка»

Каролина Беттельгейм (в замужестве — Каролина фон Гомперц-Беттельхейм) (нем. Caroline Bettelheim; 1 июня 1845, Пешт, Австрийская империя — 13 декабря 1925, Вена, Австрия) — австро-венгерская камерная и оперная певица (меццо-сопрано) и пианистка.

## Биография
Родилась в еврейской семье. Сестра филолога и переводчика Антона Беттельхейма.
Училась музыке у Карла Гольдмарка, уроки вокала брала у Морица Лауфера. С семи лет сопровождала своего учителя на публичных концертах. С 14-летнего возраста выступала с большим успехом на концертах, в качестве пианистки.
В 16 лет поступила в оперу и вскоре была назначена в императорско-королевскую венскую оперу.
Одна из выдающихся оперных певиц. В 1867 оставила оперную сцену. Пользовалась популярностью и вела концертную деятельность. Гастролировала в Австрии, Лондоне, Лейпциге и других городах. В 1876 году исполняла шотландские песни Бетховена в сопровождении Ференца Листа.
Похоронена на венском Дёблингском кладбище.

## Избранные партии
- Азучена («Трубадур» Джузеппе Верди),
- Селика («Африканка» Джакомо Мейербера) и других.

Жена известного промышленника, политического деятеля, члена палаты господ и председателя австрийской торговой палаты Юлиуса фон Гомперца (с 1867) и под этой фамилией фигурирует не менее часто, чем под своей девичьей.